# Hanne-Nüte Kämmerer

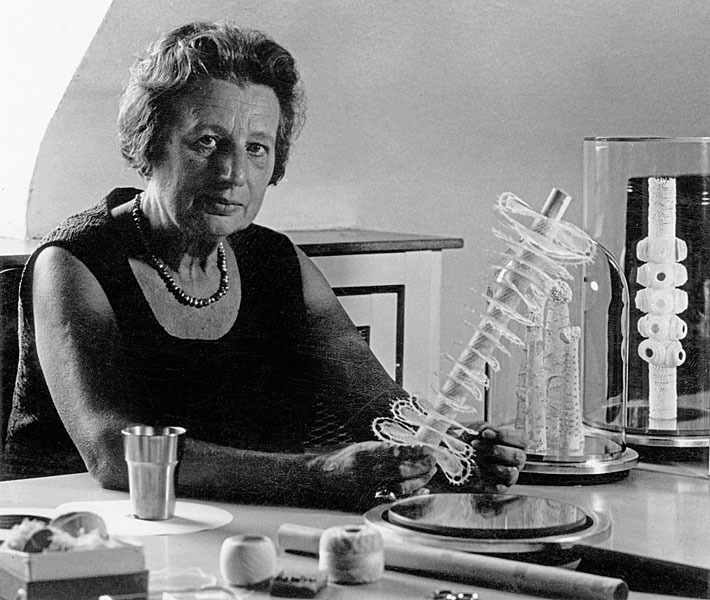
Hanne-Nüte Kämmerer

Hanne-Nüte Kämmerer (* 6. Mai 1903 in Dessau; † 22. Juni 1981 in Detmold) war eine deutsche Textilkünstlerin. Auszeichnungen und Preise erhielt sie vor allem aufgrund ihrer herausragenden künstlerischen Arbeiten im Bereich der Stickerei, der Näh- und plastischen Spitze. Überregional bekannt machte sie jedoch einer ihrer Stoffentwürfe: Ihr so genanntes Hähnchenmuster wird seit 75 Jahren gedruckt.

## Ausbildung
1903 in Dessau als Tochter des Kaufmanns Justus Kämmerer geboren, begann sie 1919 mit dem Besuch der Textilklasse der Handwerkerschule Dessau ihre Ausbildung. Anschließend folgte der Besuch der Schule Reimann für Kunst und Kunstgewerbe in Berlin. Von 1921 bis 1924 war sie in der Redaktion des Textilverlags Otto Bayer in Leipzig tätig. Anschließend machte sie sich für fünf Jahre mit einer Werkstatt für Nadelstickerei bei der Handwerkschaft Gildenhall am Ruppiner See selbständig. 1929 wurde sie an die Kunstgewerbeschule in Münster berufen, wo sie als Assistentin des Malers Joos Jaspert (1891–1939) wirkte, bevor sie die Leitung der Textilklasse übernahm.

## Wirken im Zweiten Weltkrieg
Wie ihre Kollegen Franz Guntermann, Joos Jaspert und Hans Pape von der Kunstgewerbeschule Münster trat sie zum 1. Mai 1933 in die NSDAP ein (Mitgliedsnummer 2.477.951). Ein mögliches Motiv könnte in dem unsicheren Status der Schule zu suchen sein. Da die staatliche Anerkennung der Institution noch ausstand, plante Hanne-Nüte Kämmerer gemeinsam mit Joos Jaspert ab 1933 die Gründung der Werkstatt für Westfalenstoffe. Die Gewerbeanmeldung erfolgte 1935.
Hanne-Nüte Kämmerer übernahm keine Funktionen in der Partei. Der Entnazifizierungs-Prüfungsausschuss stufte sie 1948 in die Gruppe V als Gegnerin der NSDAP ein. In der Begründung hieß es, sie habe anderen abgeraten, in die Partei oder eine ihrer Organisationen einzutreten. Positiv kam zudem die Förderung religiöser Werke und die Bekanntschaft mit Professor Adolf Reichwein zum Tragen.

## Lehrtätigkeit
Mit 26 Jahren begann Hanne-Nüte Kämmerer ihre Lehrtätigkeit in Münster. Ehemalige Schülerinnen berichten, dass sie stets ein hohes Maß an Engagement und Disziplin erwartet habe, zugleich aber versuchte, alle Schülerinnen individuell zu fördern und zur kreativen Auseinandersetzung mit Material, Farbe und Motiv zu erziehen. Hinsichtlich der Themen und Techniken war sie ausgesprochen vielseitig.
1944 wurde der Unterricht kriegsbedingt ausgesetzt. Hanne-Nüte Kämmerer lehrte Stickerei und Druckmusterentwurf dann wieder ab Ostern 1949. In Anerkennung ihres künstlerischen und pädagogischen Lebenswerkes wurde sie im Juli 1965 zur Professorin ernannt. Sie schied 1968 im Alter von 65 Jahren aus dem Dienst an der Werkkunstschule aus, blieb aber mit einzelnen Schülerinnen weiterhin in engem Kontakt.

## Künstlerische Erfolge
Hanne-Nüte Kämmerer konnte auf viele Auszeichnungen zurückblicken. 1954 erhielt sie etwa mit der Werkstatt für Westfalenstoffe die Goldmedaille auf der 6. Deutschen Handwerksmesse in München als auch den Bayerischen Staatspreis. 1962 folgte der Hessische Staatspreis für das Deutsche Kunsthandwerk für die Arbeit Perlenkränze und 1965 der Staatspreis NRW Textil für das Antependium Pfingsten.
Zahlreiche Einzel- und Gruppenausstellungen dokumentieren ihre Schaffenskraft. Neben Deutschland präsentierte sie ihre Arbeiten in Monza (1925 und 1928), auf der Triennale Mailand (1951 und 1957) sowie auf der Weltausstellung in Brüssel (1958). Zudem wurden ihre Werke in der Schweiz, in England, Kanada, Frankreich, Spanien, Portugal, Japan, den USA und im Iran gezeigt. Wegen ihrer Bedeutung für die Werkkunstschule und ihres unverwechselbaren, international anerkannten künstlerischen Werks wurde ihr zudem 1973 das Verdienstkreuz 1. Klasse der Bundesrepublik Deutschland verliehen. Am 22. Juni 1981 starb sie in Detmold. Ihre Werke befinden sich heute in zahlreichen deutschen Museen wie beispielsweise in Detmold, Köln, Leipzig, Münster und Nürnberg.

## Stickerei
Die ersten Jahre als Textilkünstlerin befasste sich Hanne-Nüte Kämmerer mit Weißstickerei auf Tüll und Voile. Mit ihrer selbst gegründeten Werkstatt für Nadelstickerei in der „Handwerkschaft Gildenhall“ versuchte Hanne-Nüte Kämmerer, sich schon als junge Frau eine Existenz als freischaffende Künstlerin aufzubauen. Bereits in den 1920er Jahren setzte sie erste eigene Akzente und entwickelte eine materialgerechte Musterung mit so genannten Damaststichen und à-jour-Arbeit. Ebenso sind aber bis in die 1950er Jahre hinein auch Einflüsse mittelalterlicher Stickerei erkennbar.
Dann wandelte sich ihr Stil hin zu freieren Gestaltungen mit Motiven, die dem Zeitgeist entsprachen. Die 1960er Jahre brachten abstrakte Bildgestaltungen sowie die Ablehnung von herkömmlicheren Formaten mit sich.
Im letzten Jahrzehnt ihres Schaffens entwickelte Hanne-Nüte Kämmerer ein neues Format in der Stickerei. Sie schuf Reliefbilder mit Glasperlen, die durch sparsame, aber pointierte Gestaltung vor allem Naturphänomene ins Bild setzen.

## Plastische Nähspitzen
Die Funktion traditioneller Spitze beschränkte sich bis ins 20. Jahrhundert hinein vor allem auf die ornamentale Zierde von Kleidungsstücken. Hanne-Nüte Kämmerer konzentrierte sich nach dem Zweiten Weltkrieg auf diese Technik, da sie wenig Material erforderte und ihr nur noch Leinengarn zur Verfügung stand. Nachdem sie mit mehreren Arbeiten zunächst den Spielraum traditioneller Techniken ausgelotet hatte, begann sie, eigene Formen zu entwickeln, und unkonventionelle Werke mit ihrer ganz eigenen künstlerischen Ausdrucksform entstanden.
Der Weg bis zur Entwicklung der plastischen Spitzen war lang, da viele Experimente auch mit neuen Materialien notwendig waren, um dreidimensionale vollrunde Skulpturen zu verwirklichen. Stabilisierte sie erste Arbeiten mit weißer Stärke, schuf Kämmerer dann ihre einzigartigen Skulpturen aus Garn, indem sie einen neuen Werkstoff – den Nylonfaden – adaptierte und für ihre Zwecke nutzbar machte.
Hanne-Nüte Kämmerers plastische Spitzen – dies ist der von ihr geprägte Begriff – sind Skulpturen von berührender Vielschichtigkeit und Eleganz, die in ihrer Differenziertheit und Leichtigkeit keinen Vergleich mit den Meisterwerken zeitgenössischer Skulptur zu scheuen brauchen.

## Werkstatt für Westfalenstoffe
Die ersten Pläne für die Gründung einer Werkstatt für Westfalenstoffe wurden 1933 geschmiedet. Nachdem die staatliche Anerkennung der Kunstgewerbeschule die Lehrtätigkeit von Hanne-Nüte Kämmerer und Joos Jaspert dann doch noch sicherte, meldeten zwei Schülerinnen – Herta Drunkenmölle und Grete Spuida – am 1. April 1935 das Gewerbe an und führten die Geschäfte. Beide betrieben mit Mustern von Jaspert und Kämmerer das Ladenlokal in der Königsstraße in Münster, während die Ausführung professionellen Druckern überlassen wurde. Zunächst im Blaudruck, mit dem Ende der 1930er Jahre als Meterware maschinell gefertigt.
Aufgrund der massiven Zerstörungen des münsterschen Stadtzentrums während des Zweiten Weltkrieges wurde das Geschäft nach Detmold evakuiert, wo es für die kommenden Jahrzehnte blieb. Bis 1972 stammen die Dessins der Druckstoffe vor allem von Hanne-Nüte Kämmerer. Ganze Generationen verbinden mit dem Muster „Hähnchen“ Kindheitserinnerungen. In ein locker skizziertes Kästchenraster setzte die Gestalterin Hahn und Huhn, aber auch schematische Fische und Monde. Durch einen wohl kalkulierten Abstraktionsgrad schuf sie vom Bauhaus und dem Künstler Paul Klee geprägt einen Klassiker, der zugleich innovativ und traditionell, individuell und vielseitig einsetzbar ist.
Als die Geschäftspartnerin Grete Spuida im Jahr 1970 starb, suchte Hanne-Nüte Kämmerer für die Leitung des Stoffverlags einen Nachfolger und fand ihn 1972 mit Johannes-Jürgen Mackenbrock.

## Auswahl der Einzelausstellungen
- 1969 Münster, Bürgerhalle im Rathaus
- 1969 Brügge, Huidevetterhuis
- 1970 Belgien, dann Trondheim, Oslo, Lillehammer, Stavanger
- 1970 mit Prof. Elisabeth Treskow Hagen, Osthausmuseum
- 1973 Innerhalb manufactu ’73 der AdK, Landesmuseum Münster
- 1973 Zimmergalerie Sybille Schmidt, Detmold
- 1977 Lippische Gesellschaft für Kunst e.V., Detmold
- 1980 Volkshochschule der alten Hansestadt Lemgo
- 1980 Westfälisches Landesmuseum für Kunst und Kulturgeschichte, Münster (Drostenhof Wolbeck)
- 2003 „Kunst mit Nadel und Faden – Hanne-Nüte Kämmerer“, Staatsarchiv Detmold
- 2009 „Westfalenstoffe und andere Spitzen. Die Textilkünstlerin Hanne-Nüte Kämmerer“, Stadtmuseum Münster

## Auswahl der Literatur
- Rommé, Barbara (Hrsg.): Westfalenstoffe und andere Spitzen. Katalog zur Ausstellung im Stadtmuseum Münster, Verlag für Regionalgeschichte, Münster 2009.
- Kambartel, Helga: Hanne-Nüte Kämmerer (1903–1981) und die Nadelspitze, Teil 1, in: Die Spitze, Heft 3 (2006), S. 21–25, Teil 2, in: Die Spitze, Heft 1 (2007), S. 17–21.
- Rommé, Barbara (Hrsg.): Denk ich an Münster… Von Souvenirs und dem Image der Stadt, Ausstellungskatalog des Stadtmuseums Münster 2002, Münster 2002.
- Müller, Lieselotte: Hanne-Nüte Kämmerer. Eine bedeutende Textilkünstlerin des 20. Jahrhunderts, in: Die Spitze. Zeitschrift des deutschen Klöppelverbands e.V., Heft 3 (1999), S. 57–60.
- Dickbertel, Helmut (Hrsg.): Form und Material, Material und Form. Arbeiten von acht in Lippe ansässigen Gestaltern. Helmut Dickbertel, Ulrich Heinemann, Hans Jähne, Hanne-Nüte Kämmerer, Hermann Mies, Wilhelm Niemöller, Hans-Helmuth von Rath, Wolfgang Rauhut, Katalog zur Ausstellung in der Galerie der Sparkasse Detmold 1986, Detmold 1986.
- Hasenkamp, Johannes,:Bildwerk aus Spitzen. 2 Jahrzehnte Nadelarbeiten von Hanne-Nüte Kämmerer, in: Westfälische Nachrichten vom 7. Februar 1981.
- Kämmerer, Hanne-Nüte, Perlen und Spitzen, Text von Leonie von Wilckens, Münster 1980.
- Kämmerer, Hanne-Nüte, Stickerei und Spitzen, Ausstellung der Werkkunstschule Münster in der Bürgerhalle im Rathaus Münster 1969, Münster 1969.
- Hanne-Nüte Kämmerer, Stickereien und Spitzen, Sonderausstellung innerhalb der Landesausstellung der Arbeitsgemeinschaft des Kunsthandwerks Nordrhein-Westfalen zur Ermittlung des Staatspreisträger Manufactum '73, Münster 1973.
- Hanne-Nüte Kämmerer: Spitzen und Stickereien, Elisabeth Treskow: Schmuck, Katalog zur Ausstellung im Karl-Ernst-Osthaus-Museum Hagen 1970, Hagen 1970.
- Hanne-Nüte Kämmerer. Broderi og kniplinger, Katalog zur Ausstellung im Nordenjfeldske Kunstindustrimuseum in Trondheim, Kunstindustriemuseet in Oslo, Skandinaviske Samlinger Lillehammer, Stavanger Kunstforening 1969/1970, hrsg. v. der Werkkunstschule Münster, Münster 1969.
- Pieper, Margarete: Die Stickerin Hanne-Nüte Kämmerer, in: Die Kunst und das schöne Heim, Jg. 48, Heft 9 (1950), S. 346–347.
- Schmitz-Veltin, Wilhelm: Westfälischer Blaudruck in alter und neuer Zeit (= Aus Westfalens Museen. Veröffentlichungen aus den Westfälischen Museen, Bd. 1), 2. erw. Aufl., Münster 1942.
- Kämmerer, Hanne-Nüte, Kanten und Einsätze in Durchbrucharbeit für feine Wäsche und Blusen, in: Deutsche Frauenkleidung und Frauenkultur, Heft 4 (1926), S. 120.